# Worhead
Worhead ist das vierte Studioalbum der britischen Indie-Rock-Band Little Comets. Es erschien am 10. März 2017 über The Smallest Label.

## Hintergrund
Ende des Jahres 2016 gab die Band erstmals Arbeiten an einem neuen Album mit dem Titel Worhead bekannt und bot es wenig später zur Vorbestellung an. Zunächst war noch eine relativ kurzfristige Veröffentlichung für den 3. Februar 2017 geplant. Letztlich verschoben die aus Jarrow stammenden Musiker das Releasedatum allerdings um etwa einen Monat auf den 10. März 2017. Außerhalb des Vereinigten Königreichs war das Album erst später verfügbar. Am 25. Januar veröffentlichten sie die erste Singleauskopplung Common Things. Mit The Man Who Wrote Thriller, eine Hommage an den kurz zuvor verstorbenen britischen Songwriter Rod Temperton, folgte am 3. März 2017 eine weitere. In der Veröffentlichungswoche des Albums erschien schließlich die dritte Singleauskopplung Hunting.
Worhead ist die zweite Albumveröffentlichung der Formation seit der Gründung des eigenen Plattenlabels The Smallest Label und die erste seit der Trennung vom Schlagzeuger David „Greenie“ Green im Jahr 2015. Man ersetzte ihn bei den Studioaufnahmen für die Platte und bei Liveauftritten durch Nathan Greene. Gleichzeitig engagierte man den langjährigen Freund der Band Matthew Saxon als Keyboarder.

## Titelliste
Die Titel entstanden in Zusammenarbeit der drei Bandmitglieder Robert Coles, Matthew Hall und Michael Coles. Letztgenannter produzierte das Album.
1. Worhead – 2:29
2. The Man Who Wrote Thriller – 3:36
3. Common Things – 3:02
4. À Bientôt – 3:17
5. The Seven Ages of Men – 2:37
6. The Redeemer – 3:22
7. The Great Outdoors – 3:13
8. Louise – 2:09
9. Break Bread – 2:42
10. Hunting – 2:17
11. Same Lover – 3:49

## Rezeption

### Chartplatzierung
Worhead stieg in der Woche vom 23. März 2017 auf Platz 83 der britischen Albumcharts ein und hielt sich eine Woche in den Top 100. Damit konnte es nicht an den Erfolg des Vorgängeralbums anknüpfen.

### Kritiken
Das Album erhielt größtenteils gemischte Rezensionen. So wurde einerseits die musikalische Weiterentwicklung der Band gelobt, aber andererseits die schlechte Qualität der Produktionen kritisiert:

« Ce qui déçoit le plus dans ce disque, c’est la production. Tout est plat, sans le moindre relief à l’horizon. »

„Die Produktion ist es, was an dieser Platte am meisten enttäuscht. Alles ist flach, ohne einen Hoffnungsschimmer am Horizont.“

Alex Pearson von IndieCentralMusic fand hingegen überwiegend positive Worte:

“Little Comets have combined the old with the new to curate a new edge to their music and most importantly they have given the fans something a little different. I’ve enjoyed listening to this album and have spent hours listening to ‘Worhead’, a special album from a band that has created a sound like no other.”

„Little Comets haben ihre alten Merkmale mit neuen kombiniert, um ihrer Musik einen neuen Schliff zu geben und insbesondere auch den Fans etwas Abwechslung zu bieten. Ich habe es genossen, dieses Album anzuhören, und verbrachte Stunden damit, Worhead wieder und wieder anzuhören; ein besonderes Album von einer Band, die einen unvergleichlichen Sound geschaffen hat.“